# Speikboden
Speikboden är en bergstopp i Österrike. Den ligger i distriktet Lienz och förbundslandet Tyrolen, i den centrala delen av landet. Toppen på Speikboden är 2 653 meter över havet. Berget ingår i Löserlinggruppe som är en del av Venedigergruppe.
Trakten runt Speikboden består i huvudsak av gräsmarker. Vandringen upp till toppen beskrivs som måttlig svår och det behövs passande skor.